# Conus nobrei
Conus nobrei là một loài ốc biển săn mồi, là động vật thân mềm chân bụng sống ở biển trong họ Conidae, họ ốc cối.
Đây là loài đặc hữu của Angola.